# Haplinis paradoxa
Haplinis paradoxa là một loài nhện trong họ Linyphiidae.
Loài này thuộc chi Haplinis. Haplinis paradoxa được A. David Blest miêu tả năm 1979.